# Sontag (krater)
Sontag är en nedslagskrater på planeten Merkurius, med en diameter på ungefär 41 kilometer.
2024 uppkallade den efter författaren Susan Sontag.